# Ким Бон Хван
Ким Бон Хван (хангыль: 김봉환; род. 4 июля 1939, Генерал-губернаторство Корея, Японская империя) — северокорейский футболист, нападающий. Участник чемпионата мира 1966 года.

## Карьера
Ким Бон Хван играл за сборную КНДР на чемпионате мира 1966 года. Вышел на поле в ключевом групповом поединке против сборной Италии. Благодаря неожиданной победе над итальянцами вместе с командой дошёл до четвертьфинала.